# ۱۶۵۹ (میلادی)
۱۶۵۹ (میلادی) هزار و ششصد و پنجاه و نهمین سال تقویم میلادی است.

## زادگان
- ۲۲ اکتبر – جرج ارنست استال، شیمی‌دان آلمانی (د. ۱۷۳۴)

## درگذشتگان
- ۱۰ اکتبر – آبل تاسمان، کاشف هلندی (ز. ۱۶۰۳)